# Секст Атилий Серран
Секст Ати́лий Серран (лат. Sextus Atilius Serranus; умер после 135 года до н. э.) — римский политический деятель из плебейского рода Атилиев, консул 136 года до н. э.
Благодаря Капитолийским фастам известны преномены отца и деда Секста Атилия — Марк и Гай соответственно. Секст, учитывая требования закона Виллия, должен был не позже 139 года до н. э. занимать пост претора. В 136 году до н. э. он стал консулом совместно с Луцием Фурием Филом. В Риме тогда разбиралось дело Гая Гостилия Манцина, заключившего позорный договор с испанским городом Нуманция, и консулы внесли в сенат предложение о выдаче Манцина нумантинцам в знак отказа от признания договора.
По данным одного из эпиграфических источников, в 135 году до н. э. Серран был проконсулом Цизальпийской Галлии. О его последующей судьбе ничего не известно.